# Les Shadoks
« Shadok » redirige ici. Pour le lieu de culture numérique à Strasbourg, voir Shadok (Strasbourg).
Les Shadoks est une série télévisée d'animation française en 208 épisodes de deux à trois minutes, créée par Jacques Rouxel, racontée par Claude Piéplu, et produite par la société AAA (Animation art graphique audiovisuel).
La série a été diffusée sur la Première chaîne de l'ORTF entre le 29 avril 1968 et le 11 novembre 1974 (trois premières saisons) et la quatrième saison, produite par AAA, à partir du 6 février 2000 sur Canal+.
Au moment de sa première diffusion, la série divise les Français en deux, créant la première polémique de la télévision française, mais se poursuit pendant trois saisons.

## Synopsis

Caricature d'un Shadok dont le ventre a été remplacé par le logo de l'encyclopédie Wikipédia.

La série relate les différentes histoires et mésaventures des Shadoks, des créatures anthropomorphes à l'apparence d'oiseaux rondouillards, avec de longues pattes filiformes, des ailes minuscules et préhensiles, et de rares cheveux.
Ils possèdent pour tout vocabulaire quatre mots monosyllabiques : « Ga, Bu, Zo, Meu ». Ces mots servent aussi de chiffres pour compter (base 4).
Les Shadoks vivent sur une planète aux volumes changeants, dont ils tombent parfois. Bêtes et méchants, ils construisent des machines improbables qui ne fonctionnent pas, le plus souvent sous l'impulsion du Professeur Shadoko. La plus emblématique de ces inventions reste la « Cosmopompe » destinée à pomper le « cosmogol 999 », allusion à la propulsion à propergol solide (série BU), les Shadoks ayant pour but de construire une fusée pour rejoindre la Terre (la série a été écrite pendant la conquête spatiale) ; un projet auquel ils consacrent de nombreux essais aboutissant à autant d'échecs. Depuis lors, la principale occupation des Shadoks est de pomper.
D'autres machines suivront, comme la machine à pilules qui manque de leur coûter la vie dans la série ZO.
Les Shadoks ont pour antagonistes les Gibis, êtres supérieurs qui, par pitié, aident les Shadoks qui ne représentent pour eux aucune menace réelle. Les Gibis sont coiffés d'un chapeau melon qui leur donne leur supériorité intellectuelle, leur permettant d'élaborer en commun des systèmes efficaces, de communiquer et de se moquer des ratages des Shadoks. En cas de perte de ce chapeau, ils sombrent dans la stupidité. Les Gibis vivent sur une planète plate mais à l'équilibre instable, et eux aussi convoitent la Terre. Celle-ci, qui se trouve entre les planètes des Shadoks et des Gibis, est habitée par un seul être, l'insecte cracheur de feu Gégène.

## Genèse
Vers 1966, Jacques Rouxel propose un premier film d'animation « Drôles d'oiseaux », dans lequel évoluent un inventeur et un oiseau. Le projet n'est pas retenu par les studios d'animation. En 1966, inspiré par les comic strips américains,, Jacques Rouxel transforme son projet en spots d'interludes qu'il présente à l'ORTF, au Service de la recherche. Les Shadoks sont des oiseaux avec de longues pattes — du genre échassier — au graphisme simple, uniquement au trait.
Rouxel revendique une forte inspiration des dessins de Saul Steinberg, qu'il admire, et revendique un style extra-plat, sans perspective ni relief. Pour l'humour absurde, il se réfère à Alphonse Allais, à Alfred Jarry et au poète anglais Edward Lear, popularisateur des limericks. D'autres rapprochent son trait des étranges oiseaux représentés par le peintre Paul Klee dans sa toile La machine à gazouiller (1922).
Le projet est bien accueilli par André Voisin, le directeur des programmes, Michel Treguer et par Pierre Mandrin, le directeur de production. Débute alors la production de quelques spots sur un animographe — une machine expérimentale inventée par Jean Dejoux et développée au sein du Service de la recherche de l'ORTF, et qui permet de faire du dessin animé. L'équipe est composée de René Borg, chef animateur et réalisateur, et Élisabeth Savel, dessinatrice d’animation. Le format ne convenant pas[pourquoi ?], André Voisin et Jacques Rouxel décident de faire du projet un feuilleton.
Jacques Rouxel, considérant que ces volatiles sont bêtes et méchants, leur donne un nom composé de consonnes dures, comme le D et le K. Il s'inspire également du groupe de rock très populaire à l'époque The Shadows. Dans la première description de la bible littéraire et graphique de la série, les Gibis s'appellent d'abord les Zibis. Parfaitement antagonistes par rapport aux Shadoks, tant côté caractère que côté graphisme, ils deviendront assez rapidement les Gibis, en référence à la prononciation anglaise des initiales de la Grande-Bretagne (G.B.). Cette allusion aux Britanniques est renforcée par le fait que les Gibis portent un chapeau melon, ce qui leur permet de communiquer entre eux. À souligner que Jacques Rouxel était anglophile, parlait couramment l'anglais et s'inspirait beaucoup de l'humour et de la poésie britanniques.

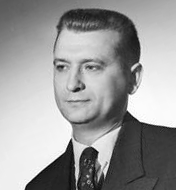
Claude Piéplu incarne la voix du commentaire caractéristique de la série.

La série suscite l'une des premières grandes polémiques de la télévision française. On aurait compté parmi les téléspectateurs une moitié pour et une moitié contre ; c'est cette proportion que l'on retrouve dans les courriers reçus. En revanche, les rapports d'audience des deux premières séries sont hostiles à l'émission à près de 80 %. La quantité phénoménale de courriers de téléspectateurs (1 525 courriers conservés, et peut-être 5 000 reçus) a fait l'objet d'une émission présentée par Jean Yanne (épaulé de temps à autre, par Les Charlotsou Daniel Prévost) dans laquelle celui-ci lit les lettres : « Les Français écrivent aux Shadoks ».

## Saisons
À l'origine, les trois premières saisons n'ont pas de titre officiel et la quatrième série est nommée « Les Shadoks et le Big Blank ». Les titres des trois premières saisons ont été donnés au moment de l'édition en VHS.
D'après Thierry Dejean, ces titres rompent avec les mathématiques shadokiennes selon lesquelles les quatre saisons auraient dû être numérotées « GA », « BU », « ZO », « MEU » (ce qui est discutable puisque « GA » correspond à zéro ; or, on ne commence jamais par zéro quand il s'agit de numéroter des saisons, sauf peut-être dans le monde shadok) et le titre de la première série « La préhistoire » est inadapté puisque « c'est cette série qui a fait l'histoire des Shadoks ».

### Première saison (1968)
La première saison (numérotée « BU » et nommée La préhistoire dans l'édition VHS) comprend cinquante-deux épisodes de deux minutes chacun, en 35 mm couleur. Réalisée en 1968, c'est la seule qui a été faite à l'animographe. Elle est diffusée à partir du 29 avril 1968 sur la Première chaîne de l'ORTF, est interrompue par les événements de Mai 68, et reprend au mois de septembre. C'est ici que l'on trouve une grande partie des bases de la logique shadok et que sont présentés les personnages principaux. Pendant toute la saison (ou presque), les Shadoks tentent de se rendre sur la Terre, sans succès avant la toute fin, dans des tentatives relativement répétitives.
Fiche technique
- Production : Service de la recherche de la RTF
- Réalisation : René Borg
- Textes et storyboard: Jacques Rouxel
- Commentaires (voix) : Claude Piéplu
- Musique : Philippe Beetz et Robert Cohen-Solal
- Musique des génériques début et fin : Ted Scotto

### Deuxième saison (1969)
La deuxième saison (numérotée « ZO » et nommée Le grand déménagement de la Terre dans l'édition VHS) comprend 52 épisodes réalisés en 1969, diffusés à partir du 1er juin 1970 sur la Première chaîne de l'ORTF.
Cette saison a été faite à la suite de nombreuses plaintes de téléspectateurs et est plus variée que la première du fait du passage de l'animographe aux dessins réalisés à la main sur un plus grand format.
Fiche technique
- Production : Service de la recherche de la RTF
- Réalisation : Robert Richez
- Textes : Jacques Rouxel
- Commentaires (voix) : Claude Piéplu
- Musique : Robert Cohen-Solal
- Musique génériques de début et de fin : Ted Scotto

### Troisième saison (1972-1973)
La troisième saison (numérotée « MEU » et nommée Les Shadoks pompent toujours dans l'édition VHS) comprend 52 épisodes réalisés entre 1972 et 1973, diffusés à partir du 11 novembre 1974 sur la Première chaîne de l'ORTF, puis sur TF1 à partir de 1975.
Du point de vue du scénario, l'histoire se situe dans la continuité de la deuxième saison. Par la suite, cette saison a une histoire qui lui est propre et qui s'éloigne de celle des précédentes saisons, avec nombre de nouveautés : les valises à ancêtres…
Fiche technique
- Production : ORTF
- Réalisation : Jacques Rouxel assisté de Jean-Paul Couturier
- Textes : Jacques Rouxel
- Commentaires (voix) : Claude Piéplu
- Musique : Robert Cohen-Solal

### Quatrième saison (2000)
La quatrième et ultime saison, nommée Les Shadoks et le Big Blank (numérotée « BU-GA » dans l'édition VHS), comprend 52 épisodes réalisés en 2000 diffusés à partir du 6 février 2000 sur Canal+ 
Elle reprend pour partie quelques thèmes des saisons précédentes. Le sujet principal en est la peur de la fin du monde puis de la « Bougrinette » (la mort ou la fin inéluctable incarnée), qui est la cause de la fin de l'univers où évoluent les Shadoks.
Fiche technique
- Production : AAA, Canal+ et INA
- Réalisation : Jacques Rouxel et Laurent Bounoure
- Textes : Jacques Rouxel
- Commentaires (voix) : Claude Piéplu
- Musique : Robert Cohen-Solal

### Cinquième saison (2025)
Une cinquième saison, après la mort de Jacques Rouxel, est prévue sous le titre Les Shadoks - La Nouvelle collection par un trio de sociétés de production, aaa, EnoKawa et NORE Studio et doit être lancée en production en 2025 avec 26 épisodes de trois minutes. Elle se distingue toutefois des quatre premières saisons : chaque épisode est censé être autonome et confié à un auteur différent, et la saison doit regrouper des styles d'animation variés.

### Épisodes et saisons spéciales
En 1985, une série de quatre dessins animés pédagogiques est produite par la Cité des sciences et de l'industrie de la Villette, écrite à nouveau par Jacques Rouxel et réalisée par Laurent Bounoure. Elle vise à vulgariser sur un mode humoristique la thermodynamique et est diffusée dans l'espace enfants de la Cité. Elle comporte 4 épisodes de cinq minutes environ : 1. Le moteur perpétuel, 2. Le mouvement perpétuel, 3. La machine à vapeur, 4. L'entropie.
En 1992, aaa réalise pour Canal+ l'épisode Promesses dans lequel les Shadoks tournent en dérision, sur des archives de l'INA, les candidats de l'élection présidentielle de 1965, Charles de Gaulle, François Mitterrand, Jean Lecanuet, Pierre Marcilhacy, Jean-Louis Tixier-Vignancour et Marcel Barbu. L'épisode n'a pas de narrateur : on entend les déclarations politiques de l'époque entrecoupées par les exclamations des Shadoks.
En 2015, aaa produit un épisode spécial Les Shadoks et la Maladie mystérieuse, sur la liberté d'expression, pour la collection "Dessine toujours !" des programmes courts de Canal +. Il est réalisé par Thierry Dejean avec la voix de Benoît Poelvoorde.

## Distribution
- Claude Piéplu : le narrateur
- Robert Cohen-Solal : musique originale des Shadoks
- Ted Scotto : compositeur et interprète des génériques de début et fin.

## Univers

### Personnages principaux

#### Les Shadoks
Les Shadoks sont des créatures ressemblant à des oiseaux avec des ailes courtes et de longues pattes. Ils sont connus pour leur mauvais caractère et leur intelligence limitée, leur cerveau étant ridiculement petit, et ne contient que quatre cases qui ne peuvent contenir qu'une chose à la fois. Parmi tous les Shadoks on compte des personnalités importantes.
Le chef Shadok
Comme son nom l'indique il est le chef des Shadoks, il est de couleur jaune et porte une couronne rouge (qu'il appelle "casquette de chef") sur la tête. Comme ses congénères, il est très colérique et autoritaire, envoyant très souvent au "goulp" (une sorte de prison) les Shadoks qui n'ont pas donné pleine et entière satisfaction. Il devient, sur la planète des enfants de Shadok (saison 3), ministre des transports.
Le Professeur Shadoko
Ce Shadok est censé être le plus instruit dans la plupart des domaines, c'est à lui qu'on doit la plupart des inventions de la culture shadok : l'arithmétique shadok, la fusée shadok, la Cosmopompe (qui deviendra plus tard la Mégapompe)… Il a pour rival le Devin plombier. Il découvre également le tombo-virus, dangereux microbe qui fait tomber l'univers. On le reconnaît uniquement grâce à sa barbe. Ce nom devient au fur et à mesure un nom commun pour désigné les Shadoks intelligents, comme dans la saison 3 avec les shadokos qui opèrent le Shadok malade commis d'office.
Le Devin Plombier
Le Devin Plombier est un Shadok ayant des cheveux tombant sur tout son corps, ne laissant dépasser que sa tête et ses pattes. Il possède également une paire de cornes et ne se sépare jamais de son robinet magique. Il est la plupart du temps noir et blanc. À la fois astrologue, sorcier, devin, plombier, il est chargé en particulier de faire se lever le soleil chaque matin, ce qui lui vaut le respect et l'adoration des autres Shadoks, sauf du Professeur Shadoko, son rival. Le reste du temps, il exerce la profession de plombier, détectant les fuites et débouchant les éviers, et il prétend également pouvoir lire l'avenir dans son robinet magique.
Le Marin shadok
Un Shadok marin qui porte un béret bleu avec un pompon rouge et un bandeau sur l'œil. Ancien quartier-maître pirate qui avait mal tourné, il s'était porté volontaire pour aller sur la planète des Gibis pour voler leur fusée. Mais piégé par ces derniers, il a fait le tour de l'univers pour revenir chez lui et voler la fusée de ses congénères, la prenant pour celle des Gibis. Après une série d'aller-retours et un conflit armé contre ses congénères, il a été exilé de la planète shadok par le Chef shadok. Durant son exil, il se lie d'amitié avec le Gibi sans chapeau et retrouvera ses congénères et les Gibis perdus dans l'espace qu'il conduira vers le Soleil. Il passe la dernière saison assez éloigné du reste de la société shadok, sur son île (productrice et exportatrice de sucre) avec son équipage, il a aussi été l'une des causes de la fin des Shadoks, due à plusieurs mutations ratées de son industrie.
L'irrécupérable ou Shadok Population
Un Shadok qui est devenu Ministre de la Population après l'exil des Shadoks sur la Lune. Il était chargé par le Chef shadok de repeupler la Lune en pondant des œufs, mais comme il était incapable de compter jusqu'à quatre (méthode shadok pour pondre un œuf) la tâche s'est révélée très difficile pour lui.
Le Grand Intelligencieur
Le Grand Intelligencieur shadok et Reconnu d'Utilité Publique est un Shadok portant un chapeau pointu et souvent accompagné d'un marteau et de la bestiole connue sous le nom de Médecine. Il fut choisi par la nouvelle génération de Shadoks pour s'occuper de la Maladie.
La Vieille Légende
Originellement la bibliothécaire de la Planète Shadok, ses semblables s'en sont débarrassé pour je ne sais quelle raison. Elle fut d’abord utilisée par le Chef shadok, afin de forcer ses sujets à faire déplacer la Lune sous la menace du monstre à un œil (qui n'était d'ailleurs, par pure coïncidence, autre que le Marin shadok). Elle fut ensuite retrouvée suite à la chute d'un bidon lors de la menace du Big Blank, ce qui lui permit de raconter au Shadoks les divers manuscrits de la bibliothèque. C'est aussi elle qui aura l'idée d'utiliser la Cosmopompe pour regonfler le cosmos et qui fut la créatrice de la Tempopompe. Elle refuse de raconter quoi que ce soit si on ne lui a pas donné au préalable son thé à la camomille.

#### Les Gibis
Les Gibis sont des créatures quadrupèdes portant un petit chapeau. Ce sont des animaux très intelligents, et assez gentils, plus gentils en tout cas que les Shadoks. Ils font néanmoins parfois preuve d'un sadisme certain lorsqu'ils contemplent les mésaventures des Shadoks à la télévision, qu'ils provoquent parfois, avec une délectation non dissimulée. Un seul Gibi se démarque des autres.
Le Gibi sans chapeau
Un Gibi qui a perdu son chapeau lors de la traversée du cosmos. Le chapeau étant essentiel pour réfléchir, cette perte a rendu ce Gibi complètement fou qui passa plus son temps à s'amuser. Lorsque les Gibis décident de rentrer sur leur planète, ils abandonnent le Gibi sans chapeau qui sera pris en charge par Gégène et récupéré par le marin shadok.

#### Autres créatures
Gégène
Un petit insecte et propriétaire de la Terre. Malgré sa taille, il peut commander la météo, provoquer des tremblements de terre et cracher du feu. Il s'est lié d'amitié avec les Gibis, et est devenu l'ennemi des Shadoks.
La Maladie Cosmique
La Maladie est une entité bizarre, biscornue et patibulaire qui avait les mêmes propriétés et avantages que la mort sauf qu'elle était vivante. Elle est particulièrement dangereuse pour les Shadoks, qui ont été atteints, à cause d'elle, de la pire maladie du cerveau : réfléchir.
Le Big Blank
Une entité euh, comment dire... archi-cosmique qui a eu pour but de détruire le cosmos à l'aide de ses tombo-virus, ce qu'il parvint a faire, il a donc eu le champ libre pour créer, comme bon lui semblait, du néant pour ses bains de pieds (bien qu'il n'eût pas de pieds). C'est aussi le créateur du Grand Rouleau, planète où les Shadoks ont dû vivre un courant temporel qui a été écrit par Big Blank, et pas pour les avantager, même planète où les Shadoks ont vécu leurs derniers jours, Shadoks qui l'ont même considéré comme une divinité.

### Le monde des Shadoks
Une des caractéristiques du monde des Shadoks est sa représentation en deux dimensions. Si l'on introduit du relief, si l'on introduit une troisième dimension, ce n'est plus l'univers des Shadoks. « Je me souviens que quand on a fait des petites poupées Shadok, ça m'a fendu le cœur », a avoué Jacques Rouxel lors d'une émission télévisée. À la fin de la première série, le prototype de l'Animographe rend l'âme. Les Shadoks arboreront par la suite une autre forme de dessin mais qui reste toujours simple, avec les mêmes méthodes d'expression graphique.

#### La planète Shadok
« À gauche du ciel, il y avait la planète Shadok… Elle n'avait pas de forme spéciale, ou plutôt elle changeait de forme. »
Dans le monde des Shadoks, l'espace est représenté comme un plan et, comme tel, il est plat. Il n'a donc pas de profondeur (comme tout l'univers shadokéen), seulement le haut et le bas, la gauche et la droite. La planète Shadok change de forme. C'est un grand danger pour les Shadoks puisque cela les fait trébucher et ils risquent de tomber dans le grand vide interstellaire. C'est cet aspect peu pratique qui les poussera, au cours de la série, à émigrer vers d'autres lieux, avec difficulté toutefois.

#### La planète Gibi
« À droite du ciel, il y avait la planète Gibi qui était plate et qui penchait, soit d'un côté, soit de l'autre. »
Les Gibis habitent donc à droite du ciel. Leur planète est plate et déséquilibrée. En conséquence, si les Gibis ne sont pas bien répartis, la planète se met à pencher d'un côté ou de l'autre et ils risquent de tomber. C'est cela qui les poussera également à émigrer vers d'autres lieux. Les Gibis, contrairement aux Shadoks, sont très gentils et intelligents. Ils sont les inventeurs de nombre de machines utilisant les dernières technologies quand les Shadoks se contentent de « rassembler des trucs et des machins ». Le secret de leur intelligence réside dans leur chapeau qui leur permet de réfléchir tous ensemble à un problème. Lorsqu'un Gibi perd son chapeau, il perd son intelligence et devient fou. Ce qui permet aux auteurs de dire qu'ils « travaillent du chapeau », au sens propre.
Les Gibis évoquent les Britanniques (G.B., Great Britain) avec leurs chapeaux melons. Les Shadoks représenteraient alors le peuple français et son fameux « système D » dont on parle beaucoup dans les médias de l'époque. Cependant, dans la première série, la course à l'espace entre les occupants des deux planètes fait évidemment penser à la course à la Lune qui faisait alors rage entre les États-Unis et l'Union soviétique, qui devait se conclure peu après par une victoire étatsunienne. Dans cette optique, les Gibis symboliseraient tous les pays anglophones, en particulier les États-Unis et leurs hippies amateurs de fleurs et de musique, tandis que les Shadoks seraient l'Union soviétique, avec un Goulp omniprésent qui s'inspirerait du Goulag. On peut même supposer que les Shadoks d'en bas seraient les Chinois dont les relations avec les Soviétiques étaient à l'époque franchement hostiles. Cette interprétation s'estompe rapidement au cours de la deuxième saison. Par la suite, on voit plusieurs fois la tour Eiffel au milieu des Shadoks, ce qui les assimile sans ambiguïté possible aux Français.

#### La Terre (Planète Gégène)
« Au centre du ciel, il y avait la Terre. À cette époque, elle ne comptait qu'un seul et unique habitant, un redoutable insecte nommé Gégène (il y avait bien également quelques dinosaures à la retraite, mais comme ils le disaient eux-mêmes, ils étaient voués à disparaître) qui ne s'appelait pas vraiment Gégène puisqu'il n'y avait personne pour l'appeler. Cependant, on l'appela de cette façon pour plus de simplicité. Passons. »

Les Shadoks et les Gibis, qui en eurent assez de vivre sur des « planètes qui ne marchaient pas bien », décidèrent les uns et les autres d'aller vers la Terre qui avait l'air de mieux marcher, bouleversant ainsi la vie de Gégène qui n'allait pas s'en laisser conter.

#### La Lune
Suite à la menace Gégène, les Shadoks se sont réfugiés sur la Lune, alors très proche de la Terre, et s'en sont servi comme endroit où habiter, suite à, encore une fois, la menace Gégène (qui, en plus de décimer les armées de Shadoknautes, en avait marre de voir un astre qui, suite à plusieurs péripéties shadoks, en avait marre d'une Lune sens dessus dessous). Ils décidèrent, grâce au Cosmotobus interstellaire, de partir de l'orbite terrestre avec la Lune, qui finira abandonnée par les Shadoks à tête d’œuf, selon la même logique que nous avec nos fusées.

#### La nouvelle planète Shadok
Suite à plusieurs générations de recherche de Planète, les Shadoks arrivèrent à un endroit d'où ils ne pouvaient ni avancer ni reculer. Ils se mirent donc à bâtir leur propre planète à ce même endroit à partir d'antimatière. Ils ont façonné leur planète comme bon leur semblait, créant les jours, la végétation, probablement même les saisons (bon, certains Shadoks ont quand même dû modifier leur apparence et comportement afin d'avoir des animaux). La nouvelle planète Shadok à été témoin de merveilles comme l'ordinateur Shadok mais aussi de menaces telles que la maladie cosmique et d'une "invasion" de Gibis qui considéraient cette planète comme un tache dans leur cosmos parfait.

#### Le Grand Rouleau
Le Grand Rouleau est la dernière planète shadok, il est composé d'un rouleau du futur qui contient les événements que Big Blank va imposer, un vermicelle en forme de parchemin qui est la seule partie habitable de la planète, et un rouleau du passé, aussi appelé grand dépotoir, où sont mis les évènements passés, les ordures, la pollution, et même, similairement au Goulp, les Shadoks qui n'ont pas donné entière satisfaction. Il est actionné par la Tempopompe.

### La culture Shadok

#### Langue
La langue Shadok, que certains shadokophiles appelèrent par la suite la langue Gabuzomeuse, comprend quatre phonèmes de base : GA, BU, ZO, MEU. En effet, leur cerveau constitué de quatre cases ne peut en contenir plus, et s'il fallait introduire un nouveau mot dans leur langue — par exemple NI —, il faudrait d'abord en enlever un des quatre qu'ils ont déjà. D'autre part, ce qui pose problème, c'est qu'ils ne peuvent connaître plus de quatre choses : par exemple, un Shadok ayant appris à marcher la veille ne peut apprendre à faire du vélo sans oublier comment marcher. De plus, leur faire apprendre des mots est très long et très pénible. En fait, la langue Shadok varie un peu entre les premiers épisodes et les livres. Au début de la série, on voit que les Shadoks ne connaissent que ces quatre mots, alors que dans les livres, ils utilisent des mots composés des syllabes Ga, Bu, Zo, Meu. On apprend alors que la langue Shadok est incompréhensible, tant les mots sont polysémiques. En fait, les mots peuvent tous signifier à peu près n'importe quoi, ce qui permet à chaque Shadok d'utiliser n'importe quel mot avec l'assurance que son interlocuteur comprend quelque chose qui lui convient. Malgré cela, le texte indique que les Shadoks sont capables d'échanger des idées complexes.
Quelques exemples de mots en Shadok :
- ZoGa signifie pomper, ZoBuGa signifie pomper avec une petite pompe et ZoBuBuGa signifie pomper avec une grosse pompe[19]. GaMeu signifie la nuit, BuBu la mer et BuGa la Terre.

#### Devises Shadoks
Les Shadoks, au quotidien, se référent constamment à des principes et proverbes qui leur sont propres et qui leur sont inculqués par leurs dirigeants (le devin plombier, le professeur Shadoko ou encore le Chef shadok). Cela est peut-être dû au fait que leur évidente stupidité les empêche intellectuellement de faire autre chose qu'obéir aveuglément à des principes. La plupart de ceux-ci reposent sur des sophismes ou parodient des principes humains.

#### Aphorismes Shadoks
Plusieurs aphorismes humoristiques sont cités dans la série :
- « Je pompe, donc je suis. »
- « Il faut pomper pour vivre et donc vivre pour pomper.»
- « En essayant continuellement, on finit par réussir… Donc plus ça rate, plus on a de chances que ça marche. »
- « S’il n’y a pas de solution, c’est qu’il n’y a pas de problème. »
- « Pour qu’il y ait le moins de mécontents possible, il faut toujours taper sur les mêmes. »
- « Tout ce qui n'est pas strictement autorisé est formellement interdit. »
- « Pourquoi se compliquer la vie à faire simple quand il est si simple de faire compliqué ? »
- « Plus ils oubliaient, plus ça signifiait que leur culture était raffinée. »
- « Il vaut mieux pomper et qu'il ne se passe rien plutôt que de ne pas pomper et risquer qu'il se passe quelque chose de pire. » (parfois complété par « et dans le pire des cas, ça n'aura pas fait de mal. »)
- « Une place pour chaque chose et chaque chose à sa place. »

#### Arithmétique Shadok
Malgré ses moyens intellectuels limités, le professeur Shadoko finira quand même par inventer une façon de compter (arithmétique) en base 4 avec comme chiffres GA, BU, ZO et MEU. Le devin plombier décréta que les écoliers shadoks avaient un jour pour apprendre à compter et que si, au bout de ce délai, ils s'en trouvaient incapables, on brûlerait le professeur Shadoko. Les écoliers shadoks, bien sûr, apprirent à compter, ça les intéressait beaucoup, mais brûler le professeur, ça les intéressait aussi ! Finalement, le lendemain, tous les écoliers shadoks savaient compter, au-delà de quatre.
Voici donc cette fameuse méthode : « Quand on a MEU Shadoks et qu'on en ajoute BU, il n'y a plus de place. On les met alors dans une poubelle. Il y a donc BU poubelle et GA Shadok à côté » Ce qui donne BU GA, soit quatre en décimal.
| 0 | Ga    | 6  | Bu-Zo  |
| 1 | Bu    | 7  | Bu-Meu |
| 2 | Zo    | 8  | Zo-Ga  |
| 3 | Meu   | 9  | Zo-Bu  |
| 4 | Bu-Ga | 10 | Zo-Zo  |
| 5 | Bu-Bu | 11 | Zo-Meu |

Un logiciel, une page Web et une application Android existent pour convertir un nombre de l'écriture décimale (base 10) en shadok ou l'inverse, du shadok en décimal.

#### Reproduction Shadok
Chez les Shadoks, la reproduction a toujours été un grand problème. Il n'y a pas de Shadoks Mesdames ou de Shadoks Messieurs. Lors de la crise démographique ayant suivi la guerre contre Gégène, il fut envisagé de confier la résolution du problème à l'Irrécupérable nommé, pour ce faire, ministre de la Population, et chargé de pondre pour l'ensemble de la communauté. Compte tenu des résultats notoirement insuffisants de cette politique, il fut décidé d'autoriser à pondre tous les Shadoks sachant compter jusqu'à quatre, mais au début, ils pondaient des œufs ordinaires et ceux-ci se cassaient à chaque fois en raison des grandes pattes des Shadoks. Alors, ils se mirent à pondre des œufs en fer. Mais dans la série ZO, on découvre un nouvel inconvénient : les Shadoks oubliant la clé chez eux, le bébé Shadok ne peut évidemment pas sortir de l’œuf. Il fut donc décidé d'attendre que celui-ci rouille, ce qui implique que quand il sort de l’œuf, le « bébé » Shadok est déjà très vieux… 
Le service de contrôle des naissances a posteriori ayant conduit à la découverte d'une fraude à la loi particulièrement malhonnête — certains Shadoks se mettant à plusieurs pour compter jusqu'à quatre —, il fut ensuite décidé, par synthèse de plusieurs propositions, de modifier le permis de pondre et de ne l'accorder qu'aux Shadoks sachant compter jusqu'à cinq.
Selon un cours magistral du professeur Shadoko — sur la Lune, série ZO —, l'œuf est composé de trois sous-ensembles : l'intérieur, l'extérieur et l'entre-deux (la coquille), mais l'intérieur étant composé de la même chose que l'extérieur, on en déduit donc que l'œuf est composé essentiellement de l'extérieur.
La méthode reproductive en vigueur a considérablement freiné le développement de l'arithmétique, au moins chez ceux des Shadoks qui ne souhaitaient pas pondre, et en particulier parmi les Shadoks chargés de recenser les œufs. Pour qu'une ovulation se déclenche, il faut et il suffit de savoir compter jusqu'au nombre déterminé par le règlement (donc initialement quatre, puis cinq ensuite). De sorte que lorsqu'une équipe de recenseurs se mettait à compter les œufs, le premier à compter modifiait le résultat par sa seule action de comptage puisque, arrivé à quatre, il pondait un œuf et son travail devait être repris par un second, qui à son tour modifiait le nombre d'éléments à compter, etc. De même, de nombreux mathématiciens se limitaient à compter jusqu'à trois (voire jusqu'à deux pour les plus prudents) alors même qu'ils avaient les capacités pour compter au-delà. Selon l'un des plus grands spécialistes mondiaux des Shadoks, Jacques Rouxel, le changement de réglementation sur le permis de pondre a « remis en cause le fondement même des mathématiques » — sujet par ailleurs tabou devant les enfants.

#### Logique Shadok
Sa plus notable manifestation est le cours magistral du professeur Shadoko sur les passoires, dans le cadre du grand programme d'éducation des Shadoks.
La logique des Shadoks revêt, en les caricaturant, les caractéristiques propres à la logique de réalisation des programmes informatiques et des mathématiques. Cette forme d'humour provient en partie des concepteurs de l'Animographe et d'une amorce d'anti-bourbakisme.
Par exemple :
- tout type d'instrument est appelé passoire, sur lequel on peut définir trois sous-ensembles : l'intérieur, l'extérieur et les trous ;
- les trous ne sont pas importants. En effet, on ne change pas notablement les qualités de l'instrument en réduisant de moitié le nombre des trous, puis en réduisant cette moitié de moitié, etc., jusqu'à ce qu'il n'y ait plus de trou du tout ;
- d'où théorème : la notion de passoire est indépendante de la notion de trou et réciproquement ;
- il y a pourtant trois sortes de passoires : celles qui ne laissent passer ni les nouilles ni l'eau, celles qui laissent passer les nouilles et l'eau, et celles qui laissent passer quelquefois l'une ou l'autre et quelquefois pas. D'où les conclusions suivantes :
  - une passoire qui ne laisse passer ni l'eau ni les nouilles est une casserole,
  - une casserole sans queue est un autobus,
  - un autobus qui ne roule ni vers la droite ni vers la gauche est une casserole.

Citons, à ce propos, la découverte de Gégène : « L'insecte Gégène avait trouvé le moyen de filtrer les nouilles et pas l'eau. Pour cela il suffit que le diamètre des trous soit supérieur au diamètre des nouilles et inférieur au diamètre de l'eau. »

#### Punition – Le Goulp
Le Goulp est une sorte de trou dans la planète Shadok. Avant l'abandon de cette planète, tous les Shadoks ne donnant pas entière satisfaction y étaient entassés. Il est également appelé Enfer, puisque ceux qui sont jetés dedans sont enfer-més. Seul le Chef shadok a le pouvoir d'envoyer quiconque au Goulp. Le professeur Shadoko, parce que sa Cosmopompe produit des résultats médiocres, en fait d'ailleurs l'expérience.
Dans la dernière saison (BU-GA), les Shadoks changent de planète et le Goulp fait place au Grand Dépotoir. Il s'agit de la boîte de conserve où s'enroule le passé de la planète des Shadoks après le Big Blank. Si, à l'instar du Goulp, le Grand Dépotoir permet de se débarrasser des Shadoks n'ayant pas donné entière satisfaction, il leur permet aussi de se débarrasser de toutes leurs vieilleries. Néanmoins, cet enroulement étant inhérent au passage du temps, de nombreux accidents arrivaient : pour y remédier, un service de train fut instauré afin de ramener les Shadoks au bout du rouleau, de l'autre côté de la planète.

## Apparitions dans d'autres médias

### Adaptations internationales
- En 1971, une version allemande de la première série est diffusée en Bavière et en Allemagne du Nord.
- À partir de 1973, une version anglaise de la série est diffusée sur Thames Television, avec Kenneth Robinson à la narration.
- En 1974, une version italienne de la première série est diffusée sur la R.A.I, avec Oreste Lionello à la narration.

### Littérature
À partir de 1994, Jacques Rouxel publie des livres illustrés des Shadoks,, aux Éditions Circonflexe :
- Les Shadoks GA BU ZO MEU, collection "Aux couleurs du temps" (1994)
- La Vengeance du marin (1996)
- La Course à la lune (2000)
- Les Shadoks et le désordinateur (2000)
- Les Shadoks et Le Big Blank (2006)
- Les Shadoks en grande pompe : textes choisis (2008).
- Les Shadoks - Devises et théories (2018)

Chez d'autres éditeurs :
- Les Shadoks et les Gibis, par Jacques Rouxel Et J.-F. Borredon, éditions Julliard (1968)
- Les Shadoks ; pompe à rebours, éditions Grasset (1975)
- Les Shadoks et les Gibis Infos, BD pour l’introduction sur le second marché de la société Info Réalités (1995)
- Les idées de Valeoman, BD didactique à usage interne pour la société Valeo (1996)
- Abécédaire raisonné des Shadoks, par Jean-Paul Dupuy, éditions Nicolas Philippe (2003).
- Les Shadoks en Grande Pompe - livre + dvd, par Jacques Rouxel, 120 pages, éditions France Loisirs (2009)
- Les Shadoks, une vie de création - les archives, par Thierry Dejean - Marcelle Ponti-Rouxel, 317 pages, éditions Le Chêne (2012)
- Les Shadoks Comics, par Jacques Rouxel - Thierry Dejean, 127 pages, éditions Le Chêne (2013)
- Pop up les Shadoks, par Philippe UG et Thierry Dejean, éditions Les grandes personnes (2015)
- Les Shadoks, calendrier perpétuel 52 semaines, par Jacques Rouxel, 108 pages, éditions Du Chêne (2016)
- Les Shadoks parlent aux Shadoks, l'intégrale, 128 pages, éditions Fage (2017)
- Les Shadoks de Jacques Rouxel, par Thierry Dejean, 224 pages, éditions Hoëbeke (2018)
- Et Revoilà Les Shadoks - Dessein et Dessins de Jacques Rouxel, par Lucie Cabanes - Maurice Corbet - Thierry Dejean, 264 pages, éditions de l’œil (2018)

### Presse
- bande dessinée Shadoks quotidienne, en collaboration avec Jean-Paul Couturier, pour France-Soir (1970)
- bande dessinée hebdomadaire Les Shadoks en vacances pour le magazine Globe (1993).

### Bande son
- La bande son de la série est rééditée pour le 50e anniversaire[30] par WRWTFWW en 2018.

### Vidéos

#### DVD
- Les Shadoks : Édition intégrale 5 DVD comprenant les quatre séries (BU, ZO, MEU, BU GA) et un DVD bonus (sortie le 9 novembre 2006), de René Borg   avec Claude Piéplu, Archives Ina - TF1 Vidéo[31]
- Les Shadoks - N° BU-GA (volume 4) « Les Shadoks et le Big Blank » (18 avril 2000), Ina - Universal
- Les Shadoks - N° BU (volume 1) « La Préhistoire » (1er juillet 2000), Ina - Universal
- Jacques Rouxel, les Shadoks… autrement : triple DVD consacré à l’œuvre de Jacques Rouxel, (mai 2006), proposant l’ensemble de ses films éducatifs, environ 10 heures de programme accompagné de bonus[32].

#### VHS
- Les Shadoks, N° ZO « Le grand déménagement de la terre », Polygram Vidéo - Ina
- Les Shadoks, N° MEU « Les Shadoks Pompent Toujours ! », Polygram Vidéo - Ina
- Les Shadoks, N° BU « La Préhistoire », Polygram Vidéo - Ina

Ces trois vidéocassettes ne sont plus éditées ; mais on peut encore les trouver de la même façon que les deux DVD ci-dessus, et leur contenu intégral se trouve dans la nouvelle édition 5 DVD INA.

### Produits dérivés
Les fabricants de jouets Coldrey (plus connu pour ses poupées) et JIM ont produit à l'époque de la diffusion des figurines shadoks et gibis, devenues aujourd'hui objets de collection.

### Jeux vidéo
En 1997, Bertrand Biss et Jean-Christophe Bardin conçoivent un jeu vidéo, Les Shadoks, Le Jeu, La Promenade ; Jacques Rouxel participe à la réalisation. Il est édité par Microfolie's, peu avant la reprise de la série par Canal+. Le but est d'emmener les Shadoks de planète en planète, en résolvant divers problèmes.
Les studios GlobZ et aaa Production développent en 2015 un jeu pour iOS.

### Publicité
Après la troisième saison, plusieurs publicités réalisées par aaa reprennent les personnages des Shadoks, ainsi que leur univers graphique et sonore, dont la voix de Claude Piéplu.
En 1976 la marque Citroën commande plusieurs spots publicitaires pour promouvoir la suspension hydropneumatique de ses modèles GS. Les Shadoks y font office d'experts en pompage.
En 1979, les Shadoks animent deux spots publicitaires pour la Foire de Paris.
En 1981, un spot publicitaire met en scène les Shadoks et les Gibis pour vanter les mérites de la boisson fortifiante Quintonine.
En 1992, L'agence Unicom commande à aaa un spot pour promouvoir la ville de Rennes.
En 1995, l'agence BDDP commande à aaa quatre spots pour les crackers Belin.
En 2001 sont produits trois spots publicitaires pour Fortis Assurances.

### Hommages et postérité
Le 29 avril 2016, pour célébrer les 48 ans de la première diffusion des Shadoks, Google dédie 4 Doodles à cet événement sur sa page d'accueil française. C'est la première fois dans l'histoire des Google Doodles qu'un illustrateur français les réalise et il s'agit, pour l'occasion, d'Hélène Leroux.
L'exposition « Shadoks ! Ga Bu Zo Miam », au Musée international des arts modestes de Sète (Hérault), s'est tenue de juin à décembre 2016. Le Monde salue « Le retour en grande pompe des Shadoks ».
L'exposition ShadokOrama, Jacques Rouxel et les Shadoks, jubilé en grande pompe conçue à l'occasion du cinquantenaire des Shadoks se tient du 1er juin au 15 octobre 2018 au Musée-Château d'Annecy, en partenariat avec le Festival du film d'animation,.
La chaîne Arte produit également en 2018 une websérie documentaire de dix épisodes de 5 minutes, Les Shadoks, droit dans le mur à toutes pompes !, réalisée dans le style des Shadoks par Damien Faure et Thierry Dejean avec la voix de Benoît Poelvoorde,.

## Séries inspirées
Jacques Rouxel a repris le style graphique des Shadoks, souvent avec Claude Piéplu pour narrateur, pour divers films institutionnels animés et des séries secondaires.
Parmi les séries pédagogiques, on peut citer en citer deux de 26 épisodes, qui ont bénéficié en 1985 d'une animation effectuée à l'ordinateur, rudimentaire mais pionnière. Les aventures de Monsieur Démo, produite en 1985 en épisodes de 5 minutes et diffusée par Antenne 2, expose la démocratie en France et les institutions de la Ve République, avec la voix de Jean Yanne ; les Shadoks y font de nombreuses apparitions. Les Matics, série de 26 épisodes de 3 minutes diffusée en 1986 sur TF1 raconte l'histoire de l'informatique en partenariat avec l'agence de l'informatique et toujours la voix de Claude Piéplu.